# HD 74156
Désignations
HD 74156 est une étoile de type spectral G0, de masse égale à 1,05 masse solaire et de magnitude apparente dans le visible +7,62, autour de laquelle ont été détectées trois exoplanètes. Elle est distante de ∼ 188 a.l. (∼ 57,6 pc) de la Terre.

## Désignation
HD 74156 b et  HD 74156 c, deux exoplanètes en orbite autour de HD 74156, ont été sélectionnées par l'Union astronomique internationale (IAU) pour la procédure NameExoWorlds, consultation publique préalable au choix de la désignation définitive de 305 exoplanètes découvertes avant le 31 décembre 2008 et réparties entre 260 systèmes planétaires hébergeant d'une à cinq planètes. La procédure, qui a débuté en juillet 2014, s'achèvera en août 2015, par l'annonce des résultats, lors d'une cérémonie publique, dans le cadre de la XIXe Assemblée générale de l'IAU qui se tiendra à Honolulu (Hawaï).